# Ревун
Реву́н (местное название Бурка́н) — порог на реке Исети, в Каменском муниципальном округе Свердловской области.

## Географическое положение
Находится примерно в 80 километрах ниже Екатеринбурга и в 20 километрах выше Каменска-Уральского по течению, чуть ниже деревни Бекленищева.
В этом месте Исеть прорывает порфиритовые и диабазовые породы, сам порог находится в каньоне из скал, местами отвесных, пригодных для занятий скалолазаньем. Непосредственно ниже по течению расположен карстовый район, на правом берегу Исети (приблизительно в полукилометре ниже по течению реки и в 1 километре на юг по распадку) находится Смолинская пещера. Пещера довольно протяжённая — до 500 метров. Много карстовых ходов, до середины 1990-х годов в ней проживала колония летучих мышей.
Порог находится в области перехода зоны тайги в лесостепную зону, поэтому в окрестности встречаются как сосновые, так и берёзовые рощи, перемежающиеся полями.

## Категория сложности
Благодаря уникальному (в радиусе нескольких сотен километров) сочетанию сложности порога и уровня расхода воды, порог Ревун пользуется огромной популярностью у водных туристов Урала, а также других краёв России.
Сложность порога зависит от уровня воды и используемых судов, оценивается от 2-й категории сложности до 5-й. Средний уклон основной части — около 10 метров на километр, прохождение осложнено большим количеством камней в русле. В большую воду нередки оверкили катамаранов-четвёрок, а также более «тяжёлых» сплавных конструкций.
Сейчас в основном порог Ревун проходят на катамаранах и (полиэтиленовых) каяках и (нижнюю его часть после третьей «бочки») каноэ. В советское время также использовались каркасные байдарки типа «Салют» и «Таймень», но высокий риск повредить судно о многочисленные камни делает эти суда всё менее популярными на Ревуне. То же самое относится и стеклопластиковым каякам.

## Соревнования
Ежегодно на соревнования водников и скалолазов собираются несколько тысяч человек со всех ближайших областей, большинство из них приезжают в качестве зрителей.
Особенно большие соревнования проходят во время проводимого Туристско-спортивным союзом Екатеринбурга Дня туриста, приуроченного ко Дню России (12 июня), когда получаются три выходных дня подряд. Кроме соревнований по водному туризму, организуются также соревнования по горному туризму и скалолазанью, а также по велотуризму.
В первомайские праздники там наблюдается большой наплыв туристов независимо от погоды.
В 1989 году на Ревуне проводился слёт туристов СССР .
С 2010 года проводятся соревнования посвящённые памяти — Скрипова Леонида Александровича.

### Недостатки
Большое количество посещающих Ревун (а летом это больше сотни человек каждые выходные) вызывает определённые проблемы:
- большая замусоренность окружающей территории;
- отсутствие туалетов;
- полное отсутствие дров на самом пороге;
- проблемы с питьевой водой (на левом берегу в начале сплавного участка чуть выше пляжика пробивается родник с питьевой водой);

Кроме того, сильно пересечённый рельеф по берегам затрудняет занос судов для повторного сплава.

## В искусстве
На пороге Ревуне проходила часть съёмок фильмов «Географ глобус пропил» (2013), а также «Золотая баба» (1986) и сериала «Угрюм-река» (2020).